# 格鲁乌 (苏联)
格鲁乌（俄語：Главное Разведывательное Управление，意思为“情报總局”，拉丁转写：GRU），為苏联军事情报机构——总参谋部情报部（俄語：Главное разведывательное управление Генерального штаба Вооружённых Сил СССР）。苏联解体后，格魯烏在各加盟國的分支機構也分別被各加盟國的情報機構所繼承，在俄羅斯政府內由同名機構（俄語：Главное разведывательное управление Генерального штаба Вооружённых Сил Российской Федерации）所繼承。

## 历史

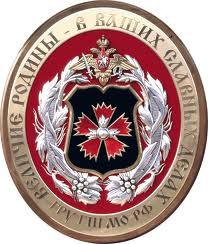
格鲁乌在2009年之前标志，上面有格言“你的光辉事迹造就了祖国的伟大”。

1918年6月，苏维埃俄国组建了东方面军，並在其参谋部的編制之下组建了（俄語：（“登记部”）来负责军事情报工作，其它方面军也按照东方面军的形式在参谋部之下组建了登记部来负责军事情报工作。由于契卡想垄断苏俄的情报搜集业务，1918年7月10日，契卡枪杀了东方面军参谋部的所有成员，军事情报机构的谍报资源全部由契卡接管。随后红军的情报工作陷于混乱。1918年10月21日列夫·托洛茨基的建议下，列宁签署命令，成立“共和国野战参谋部登记处”，这是在俄国各红军部队已建的军事情报机构的基础上建立的一个统领全军的军事情报最高领导机关。1918年11月5日组建了由共和国革命军事委员会野战参谋部作战部第三部（登记部）来负责领导和协调红军在各条战线上的军事谍报活动。契卡派出西蒙·伊万诺维奇·阿拉诺夫担任部长。11月5日后来被定为格鲁乌的成立纪念日。1920年7月改为野战参谋部第二部。在错误的情报指引下指挥苏军进攻波兰，战斗失利。痛定思痛，列宁决定整顿情报工作，扬·卡尔洛维奇·别尔津走马上任，成为“登记处”的新领导人。
由于全俄总参谋部与共和国革命军事委员会野战参谋部职能重叠，1921年2月，俄国共产党（布尔什维克）将兩部門合并，组建了工农红军司令部，共和国革命军事委员会野战参谋部下辖的登记部接受工农红军司令部领导，後改组为工农红军司令部第二部。
在1925－1926年的改组中，登记部于1926年9月改组为工农红军司令部第四部，也可译作“第四局”。
1924年-1935年以及1937年担任格鲁乌總局長的是扬·卡尔洛维奇·别尔津，他为格鲁乌做出了巨大的贡献，招募的间谍包括理查德·佐尔格。
1934年8月，工农红军第四局改为工农红军情报与统计局。1934年11月改为直接隶属于国防人民委员并更名为红军情报局。
1939年5月，更名为苏联国防人民委员部第五局。1940年7月，五局转隶总参谋部更名为红军总参谋部情报局。
1942年2月16日，更名为总参谋部情报总局。
1991年苏联解体时，克格勃受到冲击，被分解为几个部门，而格鲁乌完整地保存了下来，现在是俄羅斯聯邦軍總參謀部的一个部门。

## 活动

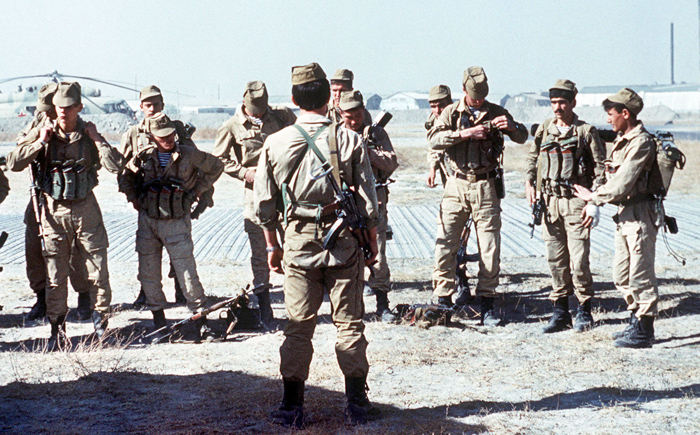
1988年，在苏联入侵阿富汗的战争中，一支格鲁乌所属特种部队在喀布尔机场准备一场直升机任务。

格鲁乌的活动范围除了人力情报外，也涉及信号情报、图像情报。
格鲁乌还参与特种作战，格鲁乌掌握着一支特种部队，参加过苏联入侵阿富汗的战争和车臣战争。

## 领导人
- 西蒙·伊万诺维奇·阿拉诺夫（英语：Semyon Aralov）, 1918年11月15日 – 1919年7月
- 谢尔盖·古谢夫， 1919年7月 – 1920年1月
- 格奥尔基·列昂尼多维奇·皮达可夫， 1920年1月 – 1920年2月
- 弗拉基米尔·阿乌塞姆（英语：Vladimir Aussem），1920年2月 – 1920年8月
- 扬·达维诺维奇·伦茨曼（俄语：Ленцман, Ян Давыдович），1920年8月– 1921年4月
- 阿尔维德·泽博特（俄语：Зейбот, Арвид Янович）, 1921年4月 – 1924年3月
- 扬·卡尔洛维奇·别尔津, 1924年 – 1935年4月
- 谢苗·乌里茨基, 1935年4月– 1937年7月
- 扬·卡尔洛维奇·别尔津, 1937年7月 – 1937年8月
- 亚历山大·马特维耶维奇·尼科诺夫, 1937年8月 – 1937年8月
- 谢苗·格里高利耶维奇·根金, 1937年9月 – 1938年10月
- 亚历山大·格里高利耶维奇·奥尔洛夫（俄语：Орлов, Александр Григорьевич (разведчик)）, 1938年10月—1939年4月
- 伊万·约瑟夫维奇·普罗斯库洛夫, 1939年4月 – 1940年7月
- 菲利普·戈利科夫, 1940年7月 – 1941年10月
- 阿列克谢·潘菲洛夫（英语：Alexei Panfilov）, 1941年10月 – 1942年11月
- Ivan Ilyichev, 1942年11月 – 1945年6月
- Fyodor Fedotovich Kuznetsov, 1945年6月 – 1947年11月
- Nikolai Trusov, 1947年9月 – 1949年1月
- 马特维·扎哈罗夫, 1949年1月 – 1952年6月
- 米哈伊尔·沙林（俄语：Шалин, Михаил Алексеевич）, 1952年6月 – 1956年8月
- 谢尔盖·什捷缅科, 1956年8月 – 1957年10月
- 米哈伊尔·沙林, 1957年10月 – 1958年12月
- 伊万·亚历山德罗维奇·谢罗夫, 1958年12月 – 1963年2月
- 彼得·伊万诺维奇·伊瓦舒京, 1963年3月 – 1987年7月
- 弗拉德连·米哈伊洛维奇·米哈伊洛夫, 1987年7月 – 1991年10月

## 部分已曝光特工

### 为苏联／俄罗斯服务者
- 理查德·佐尔格
- 佐尔兹·阿布若莫维奇·科瓦

### 背叛苏联／俄罗斯者
- 瓦尔特·克里维茨基：1937年，投诚法国。
- 伊格尔·古琴科：1945年，叛逃加拿大，造成苏联在加拿大和美国的情报网严重受损。
- 奧列格·弗拉基米羅維奇·潘科夫斯基：在冷战中向英国、美国等國提供了多份机密文件；1962年，遭苏联政府处决。
- 維克多·蘇沃洛夫

### 引用
1. ↑  .   [2019-11-08]. （原始内容存档于2020-04-03）.
2. ↑  .   [2019-11-08]. （原始内容存档于2020-04-03）.